# Antheraea olivescens
Antheraea olivescens är en fjärilsart som beskrevs av Moore 1892. Antheraea olivescens ingår i släktet Antheraea och familjen påfågelsspinnare. Inga underarter finns listade i Catalogue of Life.